# モリス・ガラン

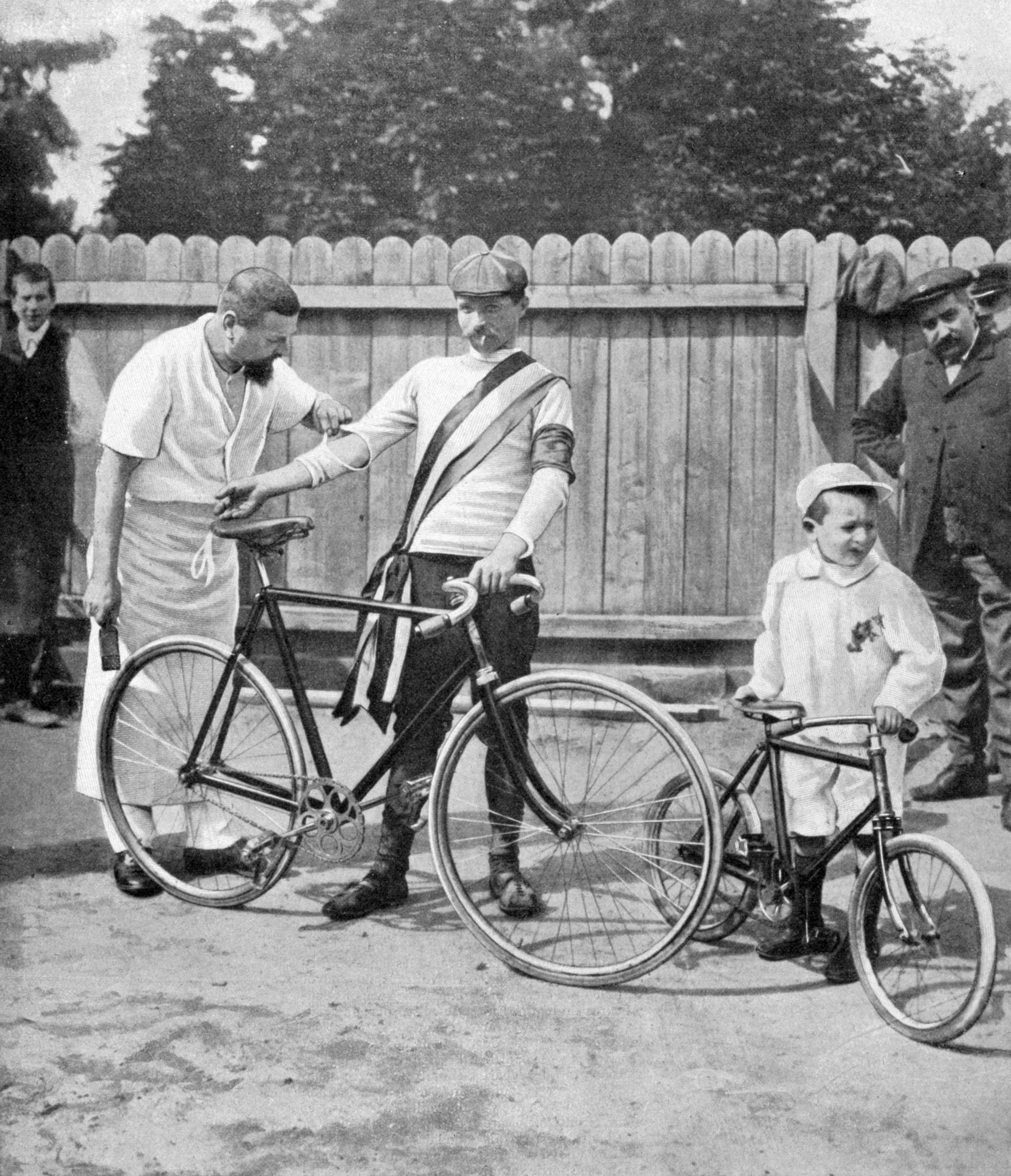
モリス・ガラン

モリス・ガラン（Maurice Garin, 1871年3月3日 - 1957年2月19日）は、イタリア・ヴァッレ・ダオスタ州のアルヴィエ生まれで、後にフランス国籍を取得した元自転車競技選手。

## 来歴
ガランは1897年（第2回）、1898年（第3回）のパリ～ルーベを連覇したが、その時はイタリア国籍であった。1901年に国籍をフランスに移し、1902年のボルドー～パリも制覇している。
1903年の第1回ツールでは全長2428km、6区間の行程を94時間33分14秒で走破。総合2位のリュシアン・ポティエに2時間49分21秒の差をつけ、ツール・ド・フランス初代優勝者となった。
1904年の第2回ツールでも、ガランは当初総合1位でフィニッシュした。しかし、リュシアン・ポティエ、セザル・ガラン、イポリト・オクテュリエとともに、走破途中に列車を利用していたことが同年12月に発覚したため、失格になった。さらに、ガランを含めて前記の4人の順位が剥奪され、加えて、ガランには2年間の出場停止処分が下された。
その後選手として復活することはないまま現役を引退、ガソリンスタンドの経営者として余生を送った。